# Llei de la llengua pròpia i oficial
La llei de la llengua pròpia i oficial és una llei aprovada pel Consell General d'Andorra el 25 d'abril de 2024.